# Epiblema grandiflorum
Epiblema grandiflorum är en orkidéart som beskrevs av Robert Brown. Epiblema grandiflorum ingår i släktet Epiblema och familjen orkidéer. Inga underarter finns listade i Catalogue of Life.